# 大眼底尾鱈
大眼底尾鱈，為輻鰭魚綱鱈形目鼠尾鱈科的其中一種，分布於西大西洋美國東岸、加勒比海、墨西哥灣；東大西洋幾內亞灣至安哥拉海域，屬深海底棲性魚類，棲息深度200-777公尺，體長可達50公分，生活習性不明，可做為食用魚。

## 扩展阅读
維基物種上的相關：大眼底尾鱈